# گت‌بول، پهنه‌های گلی کره
گِت‌بول (کره‌ای: 갯벌) به پهنه‌های گلی یا پهنه‌های کِشَندی گفته می‌شود که سیستم‌های رسوبی ساحلی هستند. این مناطق زیستگاه‌های مهمی برای موجودات مختلف از جمله پرندگان مهاجر و جانوران دریایی مثل صدف‌ها، خرچنگ‌ها، اختاپوس‌ها و حلزون‌ها به حساب می‌آیند. در سال ۲۰۲۱، چهار سایت گت‌بول در کره جنوبی به دلیل ویژگی‌های طبیعی برجستهٔ خود به عنوان میراث جهانی یونسکو ثبت شدند. هر یک از این سایت‌ها نوع متفاوتی (نوع پای‌رود، نوع جایگذاری‌شده باز، نوع جزیره‌ای و نوع نیمه‌محصور) از گت‌بول را نمایان می‌کنند.

## برای مطالعهٔ بیشتر
- Getbol, the Korean tidal flats and sustainable seafood dining by The Korea Herald
- Korean tidal flats to join UNESCO Natural World Heritage list by The Korea Times